# Karl Limbourg

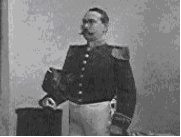
Karl Limbourg um 1890

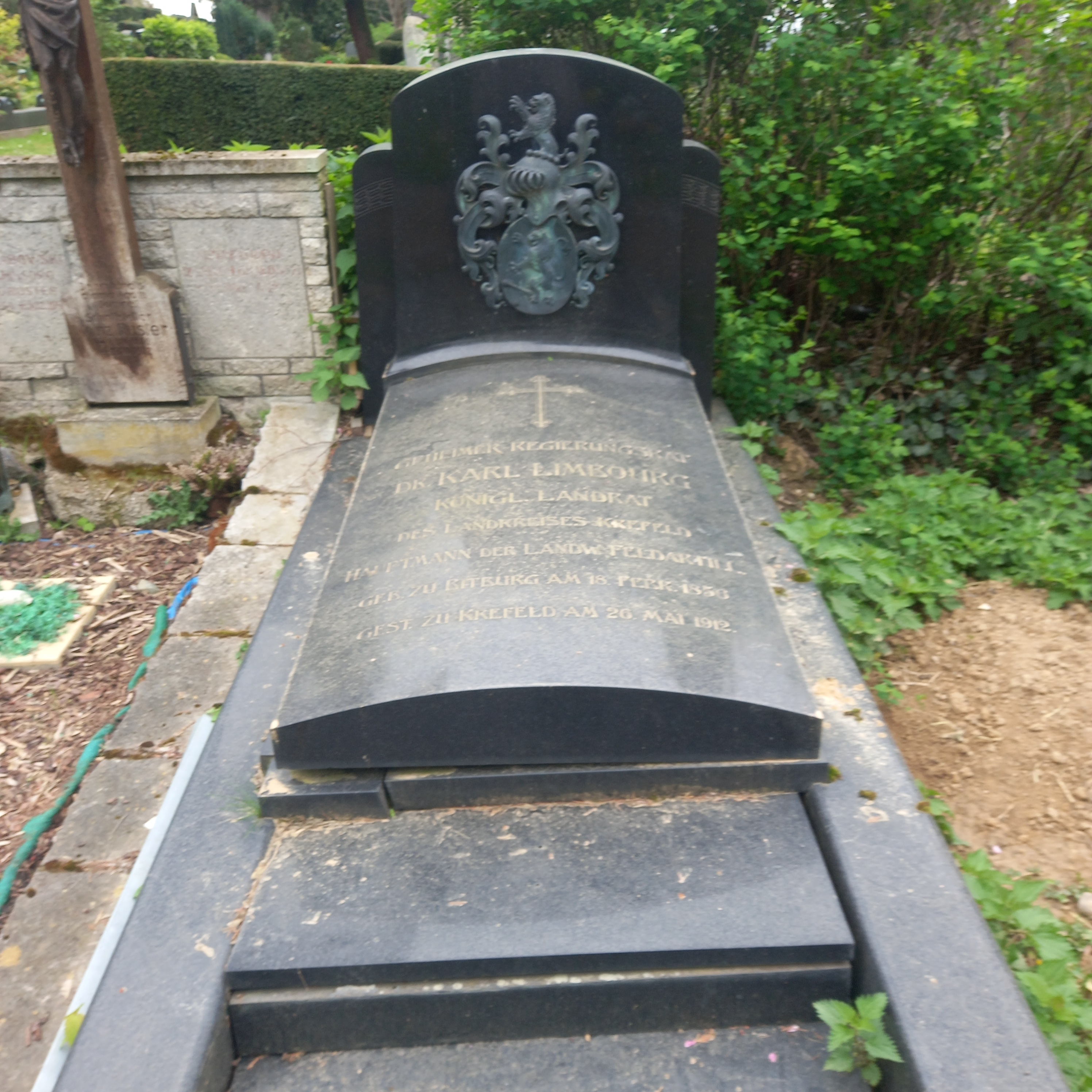
Das Grab von Karl Limbourg auf dem Poppelsdorfer Friedhof in Bonn

Peter Josef Karl Limbourg (geboren am 18. Februar 1856 in Bitburg; gestorben am 26. Mai 1912 in Krefeld) war ein preußischer Verwaltungsbeamter und von 1888 bis 1912 Landrat des Landkreises Krefeld.

## Leben
Der unverheiratet gebliebene Katholik Karl Limbourg war der Sohn des Gutsbesitzers Johann Peter Limbourg und dessen Ehefrau Maria Josephine Limbourg, geborene Coster (geboren um 1823; gestorben am 20. Dezember 1893 in Bitburg). Nach dem Besuch des Gymnasiums in Münstereifel wechselte er 1873 an das kaiserliche Lyceum in Metz. Mit Erlangung der Reifeprüfung am 12. August 1876 nahm er dann bis 1879 ein Studium der Rechts- und Verwaltungswissenschaft in Straßburg, Leipzig und Berlin. Unmittelbar nach Ablegung der ersten juristischen Prüfung am 1. Mai 1880 vor dem Kammergericht in Berlin, wurde Limbourg am 14. Mai 1880 in Göttingen zum Dr. jur. promoviert. Es folgte seine Ernennung und Vereidigung zum Gerichtsreferendar am 13. bzw. 20. Mai 1880, woraufhin er seine juristischen Ausbildung am Amts- bzw. Landgericht bzw. der Staatsanwaltschaft Potsdam fortsetzte. Unter Ernennung zum Regierungsreferendar (18. September 1882) schließlich in den allgemeinen Verwaltungsdienst wechselnd, absolvierte er seinen Vorbereitungsdienst bei der Königlich Preußischen Regierung in Liegnitz, beim Magistrat Liegnitz und dem Landratsamt des Kreises Freystadt i. Niederschles. Mit Ablegung der großen Staatsprüfung am 6. Juli 1885 (mit Dienstalter vom 6. Juli 1884) und unter Ernennung zum Regierungsassessor wechselte Limbourg im Weiteren an die Regierung in Köln.
In der Nachfolge des zum 1. April 1888 zur Disposition gestellten bisherigen Landrats des Landkreises Krefeld, Ludolf von Uslar-Gleichen übernahm Limbourg mit definitiver Bestallung mittels Allerhöchster Kabinettsorder vom 19. Oktober 1888 zum 25. Oktober die Krefelder Verwaltung. Es sollte seine letzte Dienststellung bleiben.
Limbourg wurde wiederholt von höchster Stelle geehrt, 1901 mit der Verleihung des Roten Adlerorden 4. Klasse und 1907 mit dem 3. Klasse sowie am 20. Januar 1909 mit der Charakterisierung als Geheimer Regierungsrat.